# Ельютера
Ельюте́ра (англ. Eleuthera) — рівнинний острів в складі Багамських островів. В адміністративному відношенні розділений на 3 райони — Північна, Центральна і Південна Ельютера.

## Географія

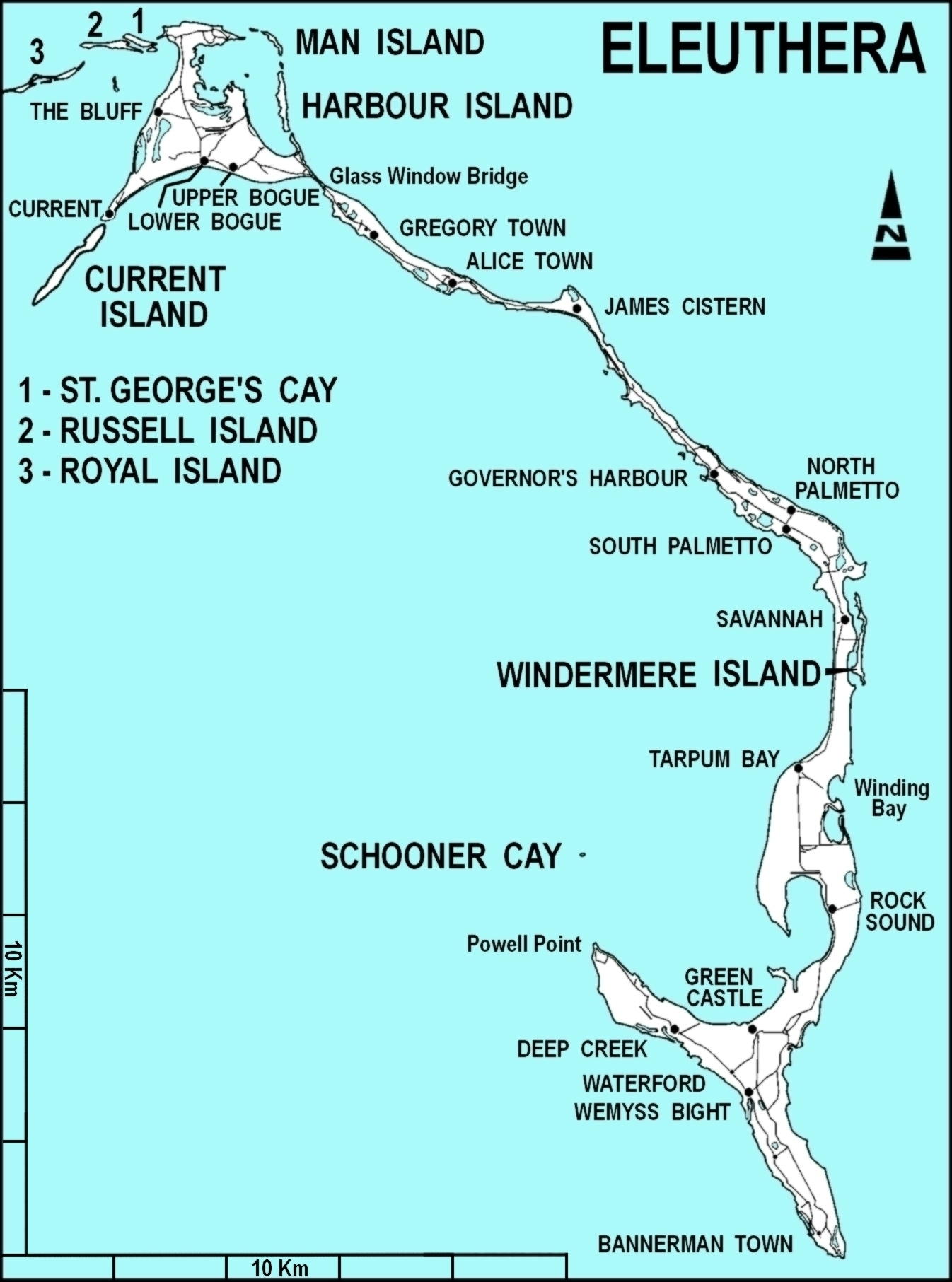
Мапа острова Ельютера

Острів розташований в центральній частині архіпелагу, на схід від острова Нью-Провіденс. На сході омивається відкритим Атлантичним океаном. Острів дуже довгий на вузький: його довжина становить 146 км, переважна ширина 2 км, а мінімальна — 24 м між Північною та Центральною Ельютерою. Північна Ельютера раніше була окремим островом, але з будівництвом мосту та дамби, він був об'єднаний з основним островом.

## Історія
Першими жителями острова були таїно, які були вивезені іспанцями на Гаїті. До 1550 року всі вони вимерли. Острів довгий час лишався безлюдний, потім на нього висадились перші європейці-шукачі пригод.
Острів процвітав в період з 1950 по 1980 роки, приваблюючи відомих американських промисловців. На острові полюбляють відпочивати Роберт де Ніро, принц Чарльз, раніше сюди приїздила принцеса Діана.
Після визнання незалежності Багам економіка острова занепала, багато курортів закрились. З 2004 року інтерес до острова зріс, а з 2006 року ведуться роботи з будівництва низки проектів в Коттон-Бей, Павелл-Пойнт, Кейп-Ельютера.

## Туризм
На острові створено низку пам'ятників природи — міст Гласс-Віндов, печери затоки Хатчет, Оушен-Хол, пляж Лайтхаус. В містечку Грегорі-Таун щорічно проводиться фестиваль ананасів.